# Andrei Iwanowitsch Stackenschneider

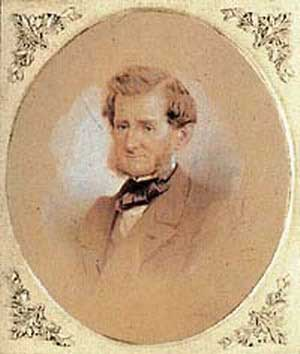
Porträt von Iwan Goch: Andrei Stackenschneider

Andrei Iwanowitsch (geb. Heinrich) Stackenschneider, russisch Андрей Иванович Штакеншнейдер, (* 22. Februarjul. / 6. März 1802greg. in Gattschina; † 8. Augustjul. / 20. August 1865greg. in Moskau) war ein bekannter russischer Architekt des 19. Jahrhunderts.

## Biographie
Stackenschneider, der Sohn eines Müllers mit deutschen Vorfahren, studierte an der Petersburger Kunstakademie. Später lehrte er jahrelang als Architekturprofessor an der Kunstakademie. Ab 1825 war Stackenschneider Architekturzeichner in der Kommission für den Bau der Isaakskathedrale unter der Leitung von Auguste de Montferrand. Im Jahre 1833 wurde Stackenschneider zum Hofarchitekten ernannt und unternahm von 1837 bis 1838 eine Studienreise durch Italien, Frankreich, England und Deutschland. Im Jahre 1844 wurde er von Zar Nikolaus I. für den Bau der Hofanlagen in Sankt Petersburg beauftragt.

## Bauwerke (Auswahl)

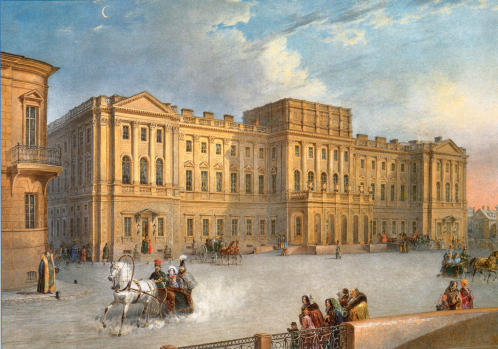
Marienpalast am Isaaksplatz
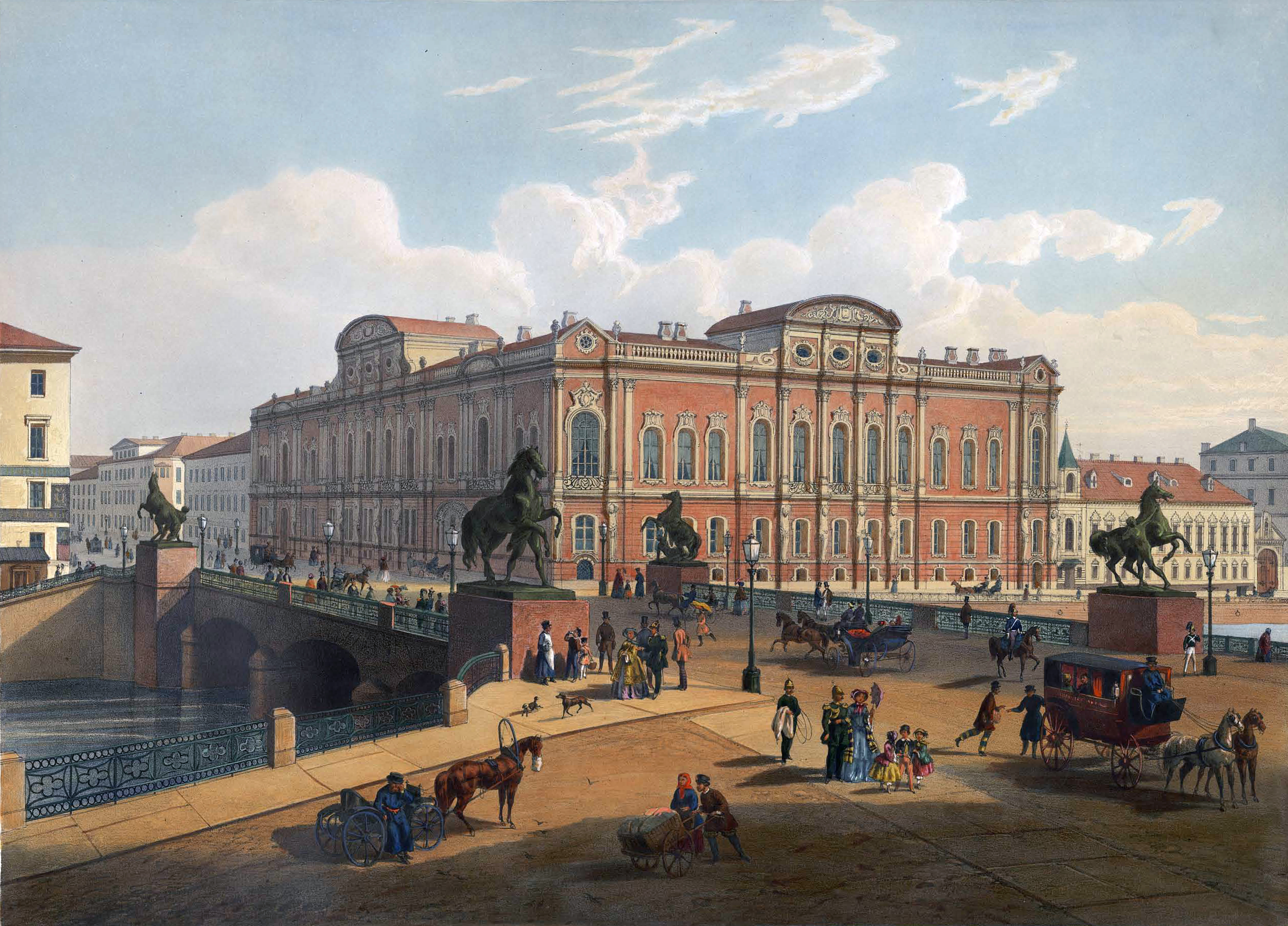
Belosselski-Beloserski-Palast
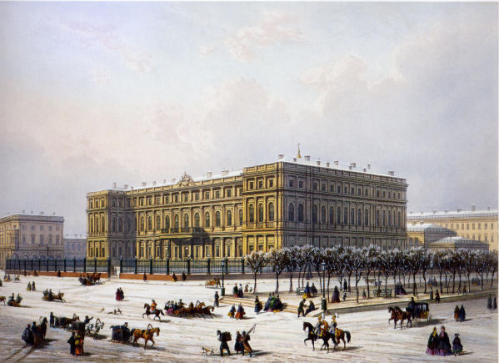
Nikolajewski-Palast
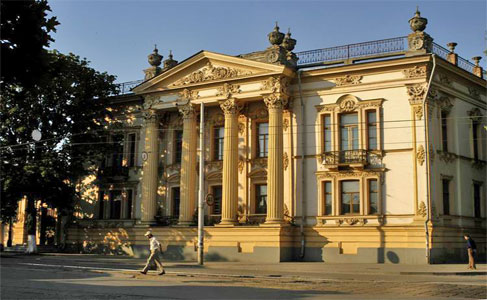
Alferaki Palast